# لورا لحود
لورا الخازن لحود سيدة أعمال وسياسية لبنانية وناشطة ثقافية. تشغل وزيرة السياحة اللبنانية في حكومة نواف سلام. والدتها ميرنا البستاني، أول نائبة في البرلمان اللبناني عام 1963.

## تعليمها
- درجة البكالوريوس في الرياضيات من جامعة لندن.[4]
- ماجستير في الرياضيات وبحوث العمليات من كلية لندن للاقتصاد والعلوم السياسية

## عملها ووظائفها
شغلت عدة مناصب منها إدارية، طورت خبراتها في التخطيط الاستراتيجي واتخاذ القرارات. ومنها رئيسة لجنة مهرجانات البستان الدولية.